# Pasaco
Pasaco è un comune del Guatemala facente parte del dipartimento di Jutiapa.